# Sarpani Garpa
Sarpani Garpa – gaun wikas samiti w zachodniej części Nepalu w strefie Rapti w dystrykcie Salyan. Według nepalskiego spisu powszechnego z 2011 roku liczył on 888 gospodarstw domowych i 4817 mieszkańców (2505 kobiet i 2312 mężczyzn).